# Melipotis famelica
Melipotis famelica är en fjärilsart som beskrevs av Achille Guenée 1852. Melipotis famelica ingår i släktet Melipotis och familjen nattflyn. Inga underarter finns listade i Catalogue of Life.